# Abbekinderen
Abbekinderen is een buurtschap bij Kloetinge en Goes grotendeels in de gemeente Kapelle, voor een klein deel in de gemeente Goes, in de Nederlandse provincie Zeeland. De buurtschap hoort bij de plaats Kloetinge en behoorde voorheen ook tot de gemeente Kloetinge. Bij de gemeentelijke herindeling in 1970 is een groot deel van de buurtschap ingedeeld bij de gemeente Kapelle, hoewel Kloetinge (gemeente Goes) de formele woonplaats van de inwoners is. Een ander (klein) deel is opgegaan in de bebouwde kom van de stad Goes.
Stad: Goes

Dorpen: 's-Heer Arendskerke · 's-Heer Hendrikskinderen · Kattendijke · Kloetinge · Oud-Sabbinge · Wilhelminadorp · Wolphaartsdijk

Buurtschappen: Abbekinderen · Blauwewijk · De Groe · Eindewege · Goese Sas · Monnikendijk · Noordeinde · Oude Veerdijk · Planketent · Roodewijk · Sluis de Piet · Terlucht · Tervaten · Waanskinderen · Wissekerke

Zeeland: Steden en dorpen in Zeeland      Nederland: Provincies · Gemeenten
Dorpen: Biezelinge · Kapelle · Schore · Wemeldinge

Buurtschap: Abbekinderen · Dijkwel · Eversdijk

Zeeland: Steden en dorpen in Zeeland      Nederland: Provincies · Gemeenten